# Jacques Ozanam

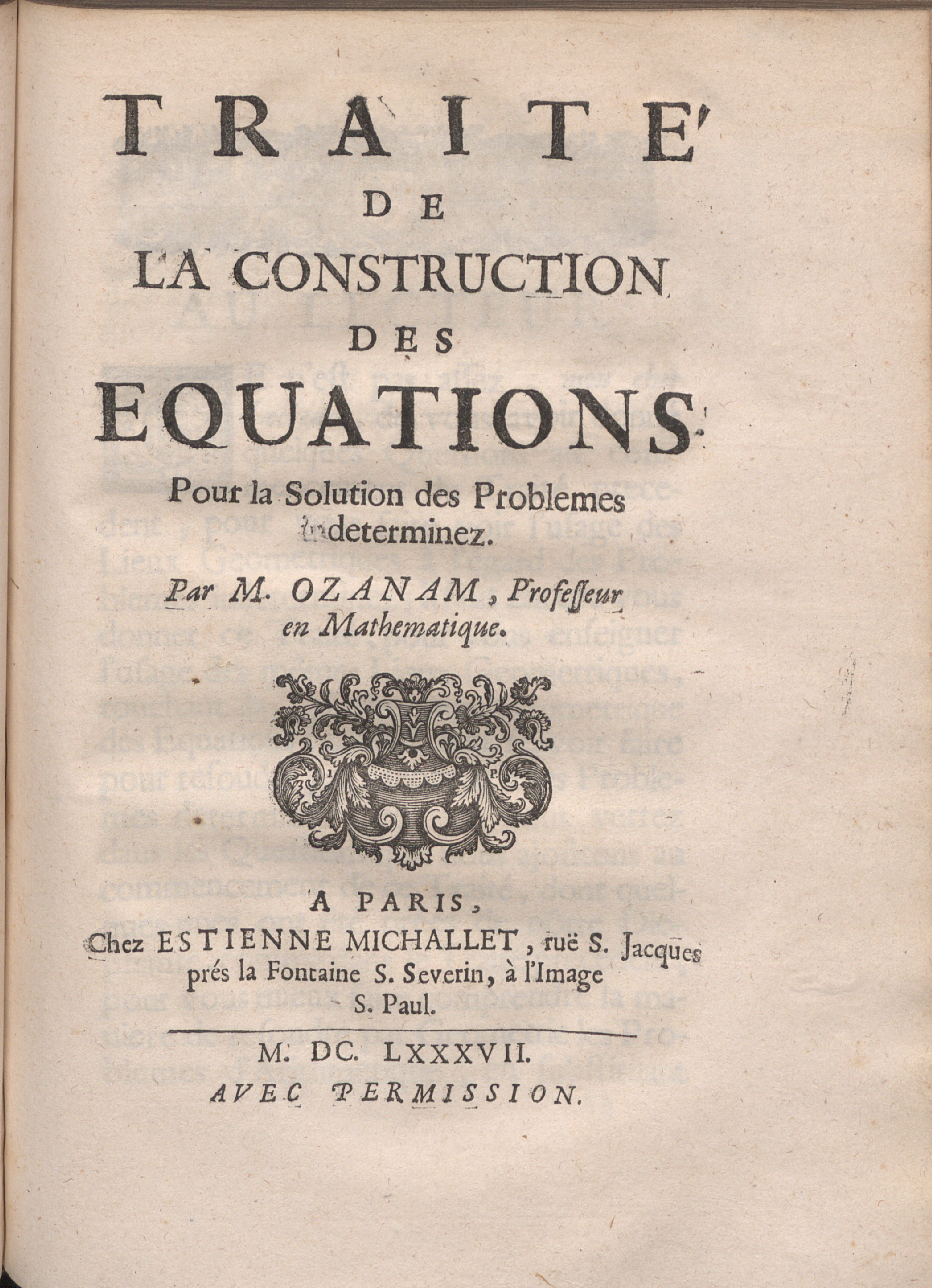
Traité de la construction des equations pour la solution des problemes indeterminez, 1687

Jacques Ozanam (Sainte-Olive, Ain; 16 de junio de 1640-París, 3 de abril de 1718) fue un matemático francés.

## Biografía
Nació en la población de Bouligneux, Ain en Ródano-Alpes y se sabe que provenía de una familia adinerada que renunció a su tradición judía a favor de la religión católica. De la misma familia se conoce también a Frédéric Ozanam fundador de Sociedad de San Vicente de Paúl. Jacques comenzó sus estudios con teología quizás para satisfacer los deseos de su padre, pero desde muy temprano las matemáticas le atrajeron bastante, y tanto fue así que logró aprender geometría muy joven sin la ayuda de un profesor.
A la edad de 15 años elaboró un tratado matemático. Tras la muerte de su padre y a los pocos años abandonó los estudios de teología y empezó en Lyon a obtener instrucción en matemáticas. Las posesiones de la familia pasaron a su hermano mayor y de esta forma Jaques quedó en un estado de semi-pobreza que le obligó a ganar dinero dando clases de matemáticas.
En 1670 publicó tablas trigonométricas y logarítmicas con más precisión que las existentes en la época (procedentes de Vlacq, Pitiscus y Briggs). Se estableció en París y allí logró establecerse dando clases a alumnos privados.
Sus obras son casi todas de origen matemático y, siendo numerosas, se puede decir que han sido todas muy bien recibidas por la comunidad científica de la época, por ejemplo el manuscrito titulado Les six livres de l'Arithmétique de Diophante augmentés et reduits à la spécieuse recibió el premio Leibnitz. Su obra más conocida Récréations mathématiques et physiques (1694) se tradujo a diversos idiomas y es muy conocida incluso hoy en día. Fue miembro de la prestigiosa Académie des Sciences en 1701.
La muerte de su mujer le hundió en una terrible depresión; esta desgracia vino junto con la pérdida de sus alumnos en la Guerra de Sucesión Española. Ambos eventos le hundieron en la pobreza hasta que murió en París en 1717 a la edad de 77 años.

## Matemáticas
- Table des sinus, tangentes, et sécantes (Lyon, 1670)
- Geometrie pratique (París, 1684)
- Traité des lignes du premier genre (París, 1687)
- De l'usage du compas (París, 1688)
- Dictionnaire mathématique (París, 1691)
- Cours de mathématiques (París, 1693, 5 vols, tr. al inglés, Londres, 1712)
- Récréations mathématiques et physiques (París, 1694, 2 vols, revisado por Montucla, París, 1778, 4 vols, tr. por Hutton, Londres, 1803, 4 vols., finalmente revisado por Edward Riddle, Londres, 1844)
- Nouvelle Trigonométrie (París, 1698)
- Nouveaux Éléments d'Algèbre (Ámsterdam, 1702)

### Gnomónica
- La Perspective (París, 1711).
- Récréations mathématiques et physiques (París, 1694). Este libro es considerado una obra maestra de la gnomónica.
- Methode générale pour tracer des cadrans (París, 1673).

### Arquitectura
- Traité de la fortification (París, 1694)
- Méthode facile pour arpenter (París, 1699)

### Astronomía
- La Géographie et Cosmographie (París, 1711)